# Stadniki (województwo małopolskie)
Stadniki – wieś w Polsce, położona w województwie małopolskim, w powiecie myślenickim, w gminie Dobczyce.
W latach 1975–1998 miejscowość położona była w województwie krakowskim.

## Położenie geograficzne
Stadniki leżą na południe od Krakowa (około 30 km), na terenie Pogórza Wiśnickiego, nad rzeką Krzyworzeką i w pobliżu rzeki Raby, na wysokości około 228 m n.p.m.

Wieś leży w namulistej, urodzajnej dolinie.

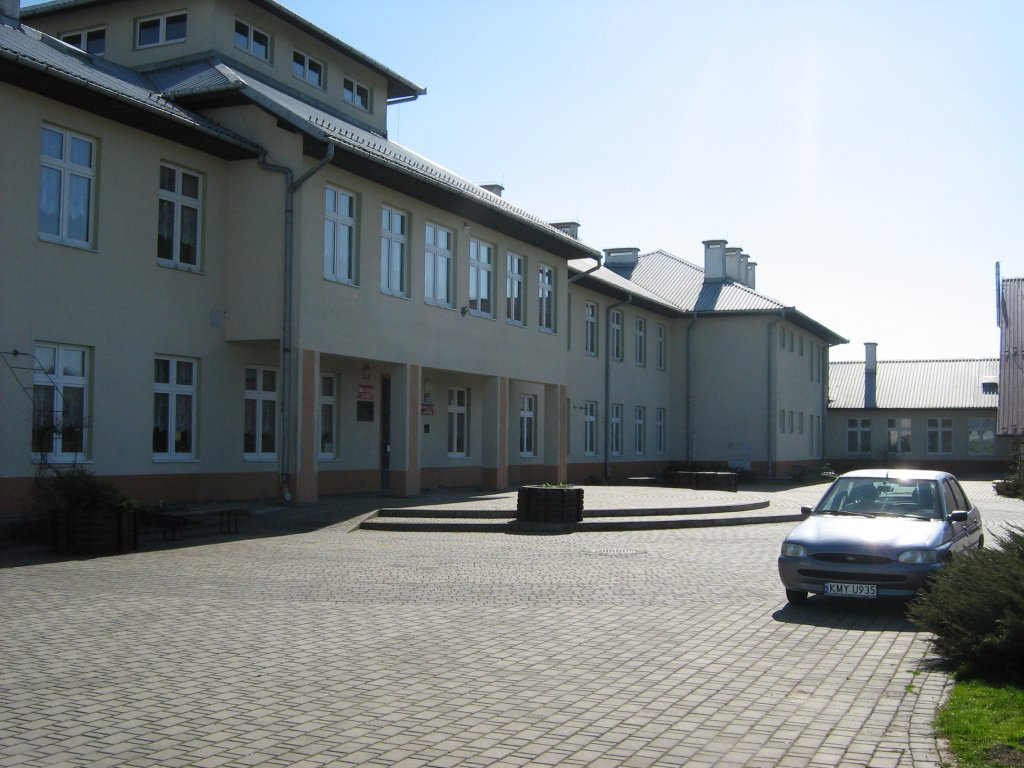
Szkoła Podstawowa

## Integralne części wsi
| SIMC    | Nazwa     | Rodzaj    |
| ------- | --------- | --------- |
| 0317040 | Brzeziny  | część wsi |
| 0317056 | Bystrzyca | część wsi |
| 0317062 | Gaj       | część wsi |

## Historia
Nazwa wsi pochodzi od hodowli koni, prowadzonej przez starostów dobczyckich dla wojska królewskiego.

Stadniki liczą ponad 800 lat, istniały już za czasów Pełki, biskupa krakowskiego żyjącego na przełomie XII/XIII wieku. Kilkakrotnie wspomina o Stadnikach w swoich kronikach Jan Długosz. Mógł on przebywać na terenie wsi w czasie pobytu na zamku w Dobczycach. Za czasów Długosza wieś należała do szlacheckiej rodziny Stadnickich. Oprócz posiadłości szlacheckiej były tu łany kmiece, zagrody z rolami i karczma, które płaciły dziesięciny wikariuszom katedry krakowskiej. Z posiadłości szlacheckiej dziesięciny pobierał proboszcz gdowski. Z dwóch niw tejże posiadłości pobierał dziesięciny najpierw kościół w Biskupicach, a później na skutek polecenia biskupów krakowskich Pełki i Iwona dziesięciny te pobierał kościół szpitala św. Krzyża w Krakowie.
Według Wacława Solcza z Gliwic miała się w Stadnikach znajdować ruda złota.
W roku 1513 Wojciech Stadnicki sprzedał Stadniki wraz z okolicznymi wioskami Mikołajowi Wielopolskiemu, panu na Gdowie.
W późniejszych czasach wioska przeszła na własność innej rodziny szlacheckiej – Fihauserów. Akta grodzkie z roku 1755 wymieniają Idziego Fihausera jako właściciela dóbr na Krzyworzece, Stadnikach, Fałkowicach, Gdowie i Grzybowej. Potomkowie tej rodziny utrzymywali się tu do końca XIX wieku.
Księga urodzonych sięgająca 1779 roku mówi, iż wioska liczyła wówczas 35 numerów, w roku 1962 było ich 85, a obecnie – około 211. W latach 1779–1800 rodziną najbardziej w Stadnikach rozrośniętą była rodzina Kowalów. Obok tego nazwiska w owych czasach księga urodzonych często wymienia nazwiska Gizów. Już wtedy zauważyć można było istniejące do dziś rodziny: Knapików, Zabdyrów, Szewców, Kominiaków, Wójtowiczów, Kasprzyków, Woźniaków.

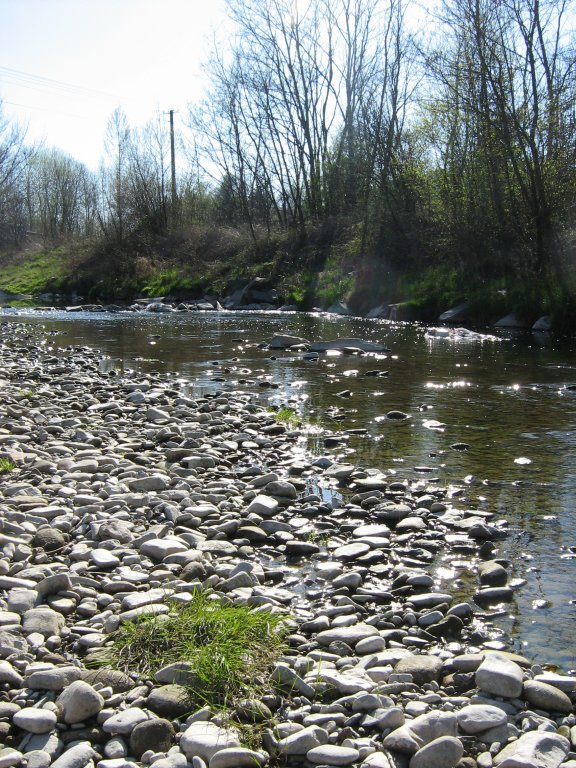
Krzyworzeka w Stadnikach

## Kultura

### Biblioteka
Mieści się w Szkole Podstawowej i jest dostępna dla mieszkańców Stadnik i okolicznych miejscowości. Księgozbiór obejmuje około 14 650 woluminów.

### Muzea
W Klasztorze Sercanów znajduje się Izba Muzealna eksponująca pamiątki misyjne (zwiedzanie po wcześniejszym uzgodnieniu).

### Zabytki
- Zespół dworski rodziny Bednarskich
- Zespół dworski rodziny Hyży (stadnickich)

### Spektakle teatralne
Przez prawie trzydzieści lat (do 2010 r.) w okresie Wielkiego Postu klerycy Seminarium przedstawiali misterium Męki Pańskiej, na które przybywało wielu pielgrzymów. Przedstawienia cieszyły się dużą popularnością i były dawane także w innych miejscowościach (między innymi w kopalni soli w Wieliczce).

## Turystyka

### Szlaki turystyczne
Szlak rowerowy żółty (17 km): Gdów, Zręczyce, Styszowa, Stadniki, Dobczyce.

### Infrastruktura
W roku 2006 w Stadnikach rozpoczęto szeroko zakrojone prace nad rozbudową infrastruktury turystycznej (fundusze z Unii Europejskiej, programy „Odnowa wsi oraz zachowanie i ochrona dziedzictwa kulturowego”, a także „Restrukturyzacja i modernizacja sektora żywnościowego oraz rozwój obszarów wiejskich”).

## Sport i rekreacja
Wieś dysponuje halą sportową przystosowaną do masowych imprez (z trybunami).
Udostępniana jest między innymi klubom: Dziekanowia, Rokita.

## Komunikacja
Stadniki posiadają dobrze rozwiniętą sieć komunikacyjną (dogodne połączenia z Krakowem, pobliskimi Dobczycami, Gdowem, Kędzierzynką, Skrzynką i Zręczycami).

## Edukacja
W Stadnikach znajdują się:
- Wyższe Seminarium Misyjne Księży Sercanów w Stadnikach (jedna z wyższych uczelni w powiecie),
- Szkoła Podstawowa im. Stefana Kardynała Wyszyńskiego (funkcjonuje od 1911 roku).

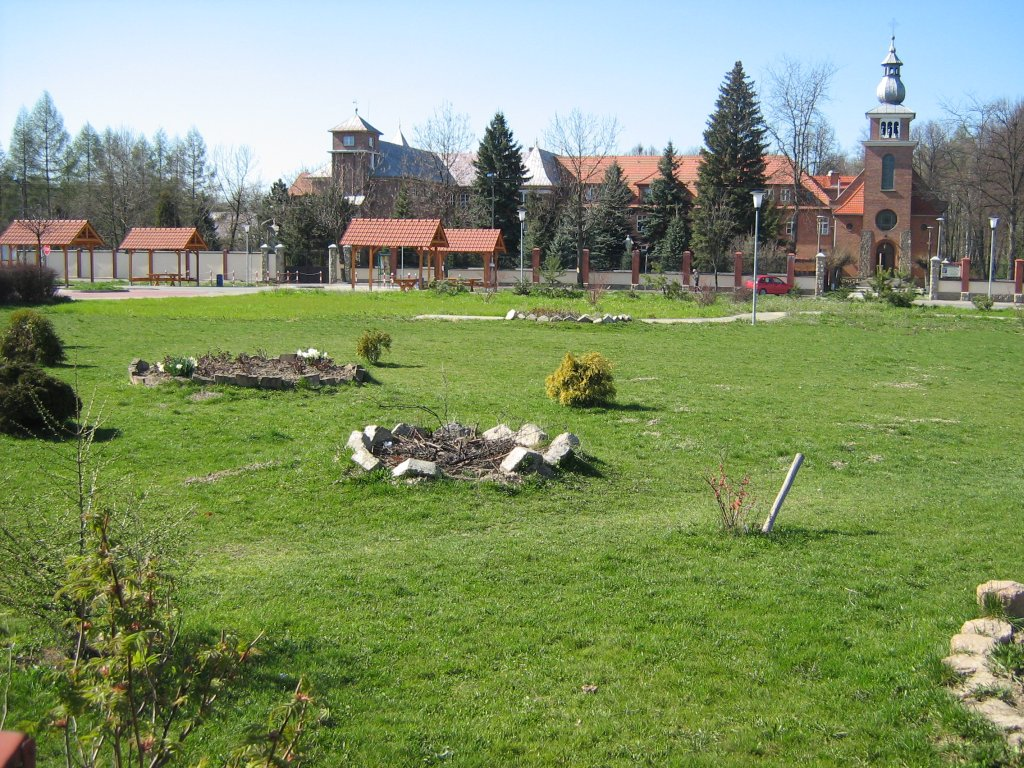
Wyższe Seminarium Misyjne Księży Sercanów

## Przyroda
Atutem miejscowości są górskie rzeki, rozległe lasy, punkty widokowe, urozmaicony, górzysty krajobraz, brak poważnego skażenia przemysłowego przy jednoczesnej bliskości Krakowa.